# 斉藤理一郎
齋藤 理一郎（さいとう りいちろう、1958年3月13日 - ）は、日本の物理学者。東北大学大学院理学研究科物理学専攻教授。専門は、物性理論、特にカーボンナノチューブの理論。

## 略歴
- 昭和51年3月：埼玉県立浦和高等学校卒業
- 昭和55年3月：東京大学理学部物理学科卒業
- 昭和60年3月：東京大学大学院理学系研究科物理学専攻修了（理学博士）
- 昭和60年4月：東京大学理学部助手(物理学教室)
- 平成2年4月：電気通信大学電気通信学部助教授（電子工学科）
- 平成15年3月：東北大学大学院理学研究科教授（物理学専攻）
- 令和5年11月：国立台湾師範大学玉山学者 講座教授（理学院物理系）

## 受賞歴
- 1999年 「カーボンナノチューブの理論的研究」で、日本IBM科学賞[1]。
- 2021年 江崎玲於奈賞